# Zurkhaneh
Zurkhaneh ou zourkhaneh (prononcer "zourané" en français)  (en persan : زور خانه, littéralement : "maison de la force") est le gymnase traditionnel iranien, dans lequel est pratiqué le sport national iranien appelé Varzesh-e Pahlavani ou Varzesh-e Bastani.

## Les Zurkhaneh: un héritage immémorial du sport iranien[1]
Les Zurkhaneh existent depuis les temps anciens — bien avant que le monde n’ait même envisagé notre existence — et continuent, bien que moins flamboyants qu’autrefois, à exister avec force et stabilité. Les Zurkhaneh et les exercices qui y sont pratiqués ne sont pas de simples activités sportives réalisées dans un lieu déterminé ; pour nous, Iraniens, et pour ceux qui les pratiquent, ils représentent une valeur bien plus profonde.

### Origines et signification des Zurkhaneh
Commençons par retracer l’origine des Zurkhaneh et les types d’activités physiques qu’ils englobent. Les sports traditionnels pratiqués dans ces lieux sont appelés sports de Zurkhaneh ou sports antiques iraniens, également connus sous le nom de sports pahlevani (chevaleresques). Ils englobent un ensemble de mouvements, parfois avec des équipements spécifiques, parfois sans, accompagnés de rituels et de coutumes traditionnelles.
Tous les principes de ces sports sont enracinés dans l’histoire et la culture ancienne de l’Iran, et ont été transmis dans un espace dédié appelé Zurkhaneh. Le terme sports de Zurkhaneh est donc synonyme des anciens sports traditionnels iraniens.
Ainsi, les Zurkhaneh sont des lieux où les athlètes pratiquent ces disciplines ancestrales. La société traditionnelle iranienne a toujours accordé un respect particulier à ses sportifs, raison pour laquelle ces pratiques ont été largement respectées et répandues dans toutes les couches de la population.

### Valeurs et symboles des sports de Zurkhaneh
Depuis toujours, les Iraniens considèrent les pratiquants de ces sports comme dotés de grandes qualités morales : courage, noblesse d’âme, et force physique exceptionnelle. C’est ce qui a rendu ce sport si populaire autrefois — et qui le rend encore respecté aujourd’hui.
L’une des disciplines les plus célèbres pratiquées au Zurkhaneh est la lutte pahlevani, beaucoup plus populaire que les autres formes d’exercice. Pahlavan Pouria-ye Vali était un pahlevan iranien, également poète, a vécu au 13ᵉ siècle (7ᵉ siècle du calendrier iranien). Il est considéré comme le fondateur des Zurkhaneh modernes. Toutefois, une étude plus approfondie montre que les racines de ces pratiques remontent à bien plus loin dans la culture ancienne iranienne, et que Pouria-ye Vali a surtout structuré et codifié cet héritage.

### Reconnaissance internationale
Fait remarquable : le 16 novembre 2010 (25 Aban 1389 dans le calendrier iranien), les sports de Zurkhaneh et les rituels pahlevani ont été inscrits par l’Iran sur la liste du patrimoine culturel immatériel de l’humanité de l’UNESCO.

### Une reconnaissance historique
L’un des ouvrages majeurs en matière de sport, publié dans l’encyclopédie allemande Brockhaus, édition spéciale dédiée au sport, présente les Zurkhaneh et les sports qui y sont pratiqués comme les plus anciens sports de musculation au monde.

## Les rituels et les valeurs du sport dans les Zurkhaneh
Le sport pratiqué dans les Zurkhaneh s'accompagne, comme on peut s’y attendre, de coutumes et de traditions bien particulières. Ce qui rend ces pratiques si singulières, c’est qu’elles insistent fortement sur le développement des vertus morales comme la chevalerie, la noblesse de caractère et la loyauté. Depuis toujours, ceux que l’on appelle familièrement les pratiquants du Zurkhaneh croient que ces disciplines ancestrales éveillent chez l’homme les plus hautes qualités morales.
Dans chaque Zurkhaneh, un personnage appelé le morched (le maître de cérémonie) chante des poèmes et des chansons évoquant la bravoure, l’honneur, ou d'autres thèmes de la tradition chevaleresque, tout en battant le zarb, le tambour traditionnel du Zurkhaneh. Ces chants sont souvent inspirés des épopées héroïques des grands champions du passé et ont pour but de motiver et d’élever l’esprit des athlètes.
C’est donc au rythme de ce tambour sacré que les athlètes entrent dans l’arène circulaire située au centre du Zurkhaneh. Ils y exécutent, seuls ou en groupe, des exercices rituels synchronisés, en harmonie avec les chants du morched.
En règle générale, la pratique du sport traditionnel iranien est empreinte d’un profond respect et d’un grand sens de l’étiquette. Par exemple, chaque athlète débute sa séance en demandant symboliquement la permission de commencer à ses aînés et aux descendants du Prophète présents dans le Zurkhaneh – un geste connu sous le nom de rokhsat gereftan (demande de permission rituelle).
Le slogan des pratiquants de ce sport antique est la « culture du corps et de l’âme ». C’est cette dimension spirituelle, autant que physique, qui a rendu le Zurkhaneh si populaire au fil des générations. Certes, avec les préoccupations croissantes de la vie moderne, la jeune génération s’y intéresse moins qu’avant, mais cette pratique reste bien vivante et conserve une part de sa popularité d’antan, bien qu’un peu estompée.
Parmi les autres règles fondamentales du Zurkhaneh, on insiste sur des qualités humaines précises : humilité, abnégation, loyauté, générosité, hospitalité, pureté, solidarité envers les pauvres et les nécessiteux, et tout ce qui contribue à rapprocher l’homme des idéaux du pahlevan (champion héroïque).
Dans les temps anciens, les hommes apprenaient également dans ces lieux les arts martiaux et les techniques de combat. On dit même que les instruments utilisés dans ces sports ressemblent étonnamment aux armes de guerre d’autrefois. Ainsi, les pratiquants s’entraînent avec des objets comme le mil (massues en bois), le sang (de lourdes plaques en pierre en forme de boucliers), ou encore le kabadeh (arc métallique utilisé pour muscler le dos et les bras).
L’un des rituels les plus emblématiques et émouvants du Zurkhaneh, toujours pratiqué aujourd’hui, est celui du Golrizan. Ce geste de solidarité consiste à organiser une collecte d’argent à l’occasion des fêtes religieuses ou des anniversaires, mais aussi pour rendre hommage aux anciens maîtres du Zurkhaneh. Lors de cette cérémonie, deux jeunes athlètes parcourent l’arène en tenant chacun une extrémité d’un tissu, dans lequel les spectateurs déposent leurs dons.
C’est ainsi que des figures emblématiques comme le légendaire champion Gholamreza Takhti, surnommé « le champion du peuple », ont su conquérir le cœur des Iraniens en alliant force physique et grandeur d’âme.

## Les mouvements sportifs traditionnels dans les Zurkhaneh
Le jeu de mil (massues) :
Parmi les exercices emblématiques du Zurkhaneh figure le mil bazi, que beaucoup connaissent sans le nommer, car il est courant de voir les massues traditionnelles parmi les affaires de nos pères ou grands-pères. Dans cette discipline, l’athlète soulève deux massues en bois pesant généralement entre 1 et 2 kilos, les fait tournoyer dans les airs dans des mouvements spectaculaires, avant de les rattraper avec précision.
Les pompes traditionnelles (Shenâ raftan) :
Les pompes dans le Zurkhaneh ne sont pas des pompes ordinaires. Il en existe plusieurs types, parmi lesquels Shenâ-ye sar navazi (pompes douces avec contrôle du mouvement) et Shenâ-ye shalâghi (pompes fouettées), qui varient selon la technique et l’intensité.
L’exercice du mil statique (Mil gereftan) :
Semblable au mil bazi, cet exercice est aussi réalisé avec les massues, mais implique des positions statiques ou lentes, combinées parfois avec des pompes lourdes ou rapides, selon qu’il s’agisse de shenâ-ye sangin (pompes lourdes) ou shenâ-ye shalâghi.
La rotation (Charkh zadan) :
Dans cet exercice, l’athlète étend les bras de chaque côté et tourne sur lui-même dans le sens des aiguilles d’une montre. La rotation dure entre une et trois minutes. Cet exercice développe l’équilibre, la concentration et la coordination.
Les coups de pied (Pâ zadan) :
Ce mouvement fondamental comporte plusieurs variantes, chacune avec ses spécificités :
- Pâ-ye jangali (coup de pied forestier)
- Pâ-ye zarb-dari (coup de pied croisé)
- Pâ-ye shâtari (coup de pied du coursier)
- Shâtari 1, 2, 3 (trois niveaux de difficulté du mouvement shâtari)
- Pâ-ye ya Fattâh
- Pâ-ye Tabrizi-ye shalâghi (coup de pied fouetté de Tabriz)
- Tabrizi shalâghi 1, 2, 3
- Pâ-ye Tabrizi lâ fetâ (coup de pied de Tabriz de style chevaleresque)

Le soulèvement des pierres (Sang gereftan) :

Dans cet exercice spectaculaire, l’athlète s’allonge au sol et soulève deux grandes plaques en pierre, chacune pesant environ 80 kilos, symbolisant d’anciens boucliers de guerre. Ce mouvement s’apparente au développé couché moderne, mais avec un sens symbolique lié au combat et à l’endurance physique.

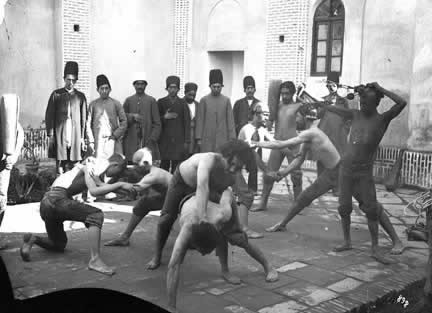
Une zurkhaneh au début du XXe siècle.

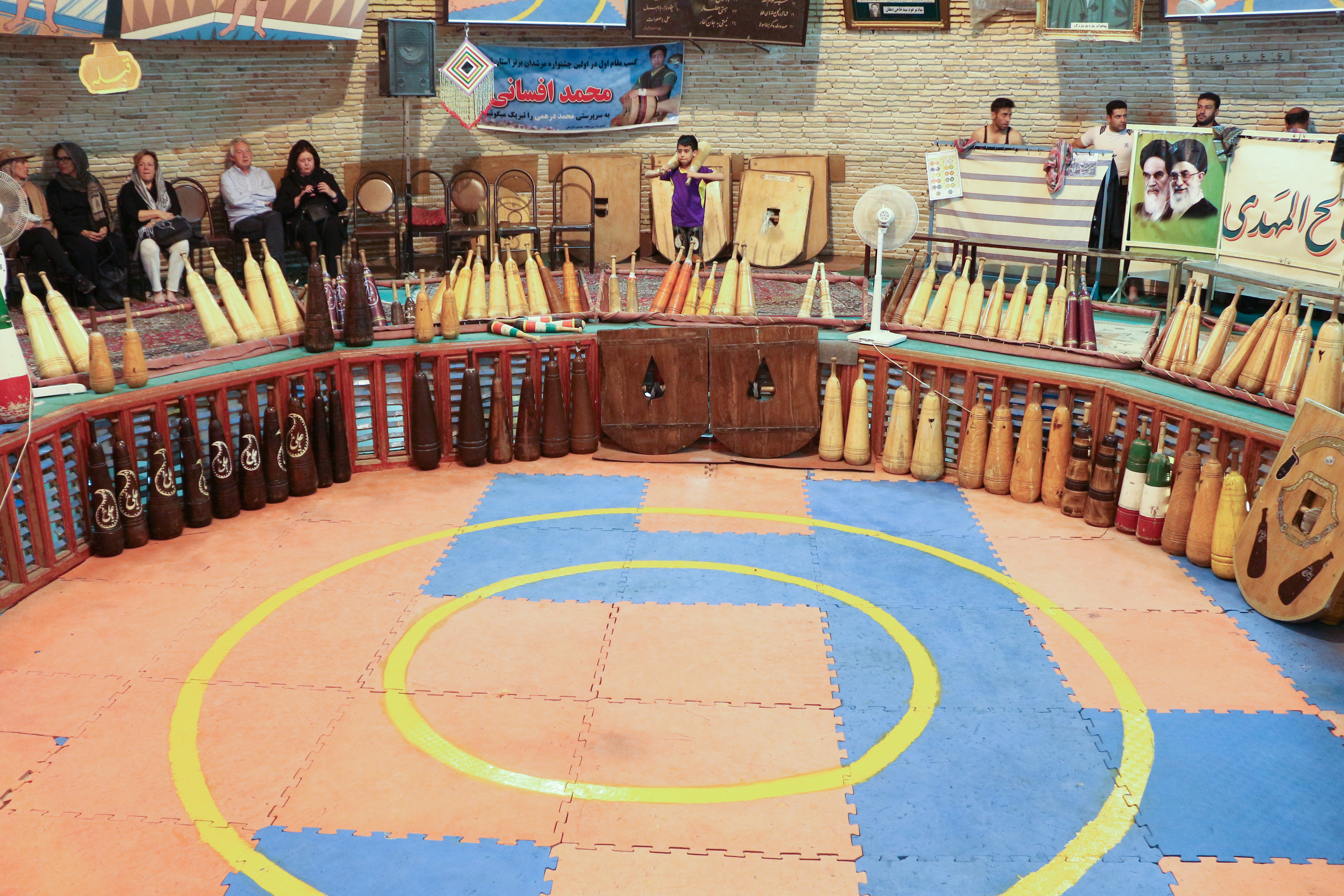
Une zurkhaneh à Yazd en 2016

## Lieu
La Zurkhaneh en elle-même, se présente comme une fosse octogonale d'environ 1 m de profondeur, dans laquelle sur un sol de terre battue, s'entraînent les athlètes pahlevan. À la différence de la gymnastique pratiquée en Occident, les exercices constituent un véritable sport collectif cumulant épreuves physiques et de souplesse, rituels spécifiques, et respect de règles morales et éthiques. Les Pahlevan évoluent au rythme du son d'un tambour joué par le morshed ou guide, lui-même assis à une place surélevée dans la salle.

## Pratique ancienne
La zurkhaneh est donc plus qu'un lieu consacré à l'exercice de la force physique ou de l'adresse. La zurkhaneh et le Varzesh-e Pahlavani plongent leurs racines dans la culture iranienne pré-islamique.
L'entraînement se fait avec un morshed (guide) qui donne le rythme musicalement et la direction spirituelle (par le chant).
Après la conquête arabe, sa pratique devint un temps clandestine et représenta alors une forme de résistance culturelle. Avec l'islamisation progressive de la société perse, cette résistance se mua en un soutien des valeurs chiites face au sunnisme. En outre, certaines qualités morales et valeurs chevaleresques sont requises de la part des pahlevans: courage, abnégation, et surtout foi et fidélité absolue au prophète et aux imams.

## Pratique actuelle
L'apogée des Zurkhaneh sous la dynastie Safavide, alors que le chiisme duodécimain devint religion d'état. Elles déclinèrent par la suite pour voir ressusciter un regain d'intérêt au début du XXe siècle, porteuses de valeurs nationalistes.
La pratique  de la Varzesh-e Pahlavani est encore vivace dans les quartiers populaires de Téhéran, Ispahan, Yazd, ou d'autres villes d'Iran. La pratique relève également d'une philosophie de vie, de spiritualité, de morale religieuse pour le développement personnel, l'humilité, la modestie, avec une touche de mysticisme qui se nourrit de l'islam soufi, et de l'écoute de la lecture du Livre des Rois, particulièrement concernant Rostam le chevalier.
Aujourd'hui, on compte à Téhéran environ 50 Zurkhaneh encore en activité, principalement situées dans les quartiers anciens de la ville. Cela dit, on trouve des Zurkhaneh dans toutes les régions d’Iran. Parmi les plus importantes de Téhéran, on peut citer le complexe sportif Shahid Fahmideh, qui accueille également les compétitions nationales organisées par la Fédération iranienne de Pahlavani et de Zurkhaneh, et qui est inscrit au patrimoine national.
Ce club est situé au nord du parc Shahr, dans la rue Shahid Fayyaz-Bakhsh à Téhéran. Le sport zurkhaneh contemporain diffère aujourd’hui de manière significative de celui pratiqué il y a quelques années, tant sur le plan de l’apparence que sur le type de mouvements traditionnels réalisés.
L’une des pratiques désormais interdites par la Fédération dans les Zurkhaneh modernes est l’utilisation du lêng (pièce d’étoffe nouée autour de la taille) pendant les exercices traditionnels.
Cependant, dans certaines villes comme Kermanshah, Arak, et surtout dans la Zurkhaneh-e Mottaqin, cette tradition perdure encore et le lêng continue d’y être utilisé.
Aujourd’hui, les compétitions de sport traditionnel se déroulent en équipes, dans différentes villes d’Iran. Chaque équipe est composée de 10 membres : un maître de cérémonie (morched), huit athlètes, et un coordinateur central (miandâr). Ces compétitions sont marquées par une complexité bien plus grande que les exercices simples pratiqués dans les Zurkhaneh traditionnels.